# Gustave Roth
Gustave Roth, noto anche con il cognome paterno Scillie (Anversa, 12 marzo 1909 – 14 settembre 1982) è stato un pugile belga, vicecampione continentale nei pesi welter agli europei di Berlino 1927.

## Biografia
Era noto con il cognome materno Gustave Roth. Suo fratello Henri Scillie fu campione europeo nei pesi gallo. Fu attivo dal 1927 al 1945. 
Agli europei di Berlino 1927 vinse la medaglia d'argento nel torneo dei pesi welter, perdendo la finale contro l'italiano Romano Caneva.

## Palmarès
- Europei

Berlino 1927: argento nei pesi welter;